# Ecobiose
Ecobiose é o ramo da ecologia que tem por objetivo o estudo das relações entre os seres vivos e o meio ambiente.